# Exacum affine
Exacum affine е вид растение от семейство Тинтявови (Gentianaceae). Видът е критично застрашен от изчезване.

## Разпространение
Разпространен е в Йемен.